# Franz Beyer (musicologue)
Pour les articles homonymes, voir Franz Beyer et Beyer.
Franz Beyer, né le 26 février 1922 à Weingarten (Wurtemberg) et mort le 29 juin 2018 à Munich (Bavière), est un musicologue allemand.
Il est mieux connu pour sa révision de la musique de Wolfgang Amadeus Mozart, en particulier son œuvre inachevée, le Requiem KV 626, qu'il a restaurée au début des années 1970,.
Sa révision du Requiem s'est faite en harmonie avec le style musical de l'époque de Mozart, et non pas avec sa propre interprétation de l'œuvre. Il a aussi révisé et/ou édité des œuvres d'autres compositeurs. Également altiste, il a joué dans le Collegium Aureum et a collaboré avec le Quatuor Melos lors de l'exécution du Quintette à cordes de Mozart,.

## Récompenses
- 6 août 2002 : Médaille de la ville de Munich, Lumières de Munich - Les amis de Munich en Argent.
- 2003 : ordre du Mérite, 1re classe.